# Kuifgallito
De kuifgallito (Rhinocrypta lanceolata) is een zangvogel uit de familie Rhinocryptidae (tapaculo's).

## Verspreiding en leefgebied
Deze soort komt voor in zuidelijk-centraal Zuid-Amerika en telt twee ondersoorten:
- R. l. saturata: zuidoostelijk Bolivia en westelijk Paraguay.
- R. l. lanceolata: noordelijk en centraal Argentinië.

## Status
De grootte van de populatie is niet gekwantificeerd maar de soort wordt omschreven als schaars. Op de Rode lijst van de IUCN heeft deze soort de status niet bedreigd.